# Guanyin (socken i Kina, Sichuan)
Guanyin (kinesiska: 观音乡, 观音) är en socken i Kina. Den ligger i provinsen Sichuan, i den sydvästra delen av landet, omkring 120 kilometer öster om provinshuvudstaden Chengdu. Antalet invånare är 16 694. Befolkningen består av 8 017 kvinnor och 8 677 män. Barn under 15 år utgör 14,0 %, vuxna 15-64 år 74 %, och äldre över 65 år 11,0 %.
Genomsnittlig årsnederbörd är 1 384 millimeter. Den regnigaste månaden är juli, med i genomsnitt 305 mm nederbörd, och den torraste är december, med 9 mm nederbörd.